# Ole Bischof
Ole Bischof (* 27. srpna 1979 Reutlingen, Západní Německo) je bývalý reprezentant Německa v judu. Je majitelem zlaté a stříbrný olympijské medaile.

## Sportovní kariéra
S judem začal relativně pozdě ve 13 letech a na mezinárodní scéně se prosazoval pozvolna. Do roku 2004 (24 let) nereprezentoval Německo na žádné vrcholné akci. Věnoval se především ligovým týmovým soutěžím (Bundesliga) a studiu na vysoké škole.
V roce 2004 dostal příležitost ukázat se na mezinárodní scéně namísto tehdy reprezentační jedničky Floriana Wannera, který byl v přípravě na olympijské hry. Hned při své první účasti na mistrovství Evropy pronikl až do finále a vybojoval stříbrnou medaili a v roce 2005 dokonce turnaj mistrovství Evropy vyhrál. Následující dva roky se dostal až do finálových bojů.
V roce 2008 byl jasná německá volba pro olympijské hry v Pekingu 2008. Na turnaj neodjížděl jako favorit na zlatou medaili, ale k černým koňům na jednu z medaili patřil. V prvním kole narazil na borce z Ázerbájdžánu Azizova, který ještě minutu před koncem vedl na wazari, ale následně mu při jednom z výpadů Bischofa (o-uchi-gari) ruplo v kříži a zápas prohrál na napomínání (přestal bojovat). Ve druhém kole narazil na Američana Stevense. Jemu typově podobný bojovník z USA tehdy teprve sbíral zkušenosti z mezinárodních tatami a zápas mezi oběma byl ukázkou hrubé síly. Rozhodli v něm napomínání, kterých dostal Američan více. Ve čtvrtfinále se utkal s tehdy aktuálním mistrem světa Brazilcem Camilem, který neměl snadný los (v prvním kole Japonský judista). Konfrontace silového a technického juda vyzněla pro to silové. Brazilec se k ničemu pořádně nedostal a Němec ho 2 minuty před koncem podmetl za wazari. Camilo musel duel otevřít a 20 s nato přišla další technika a vítězství na ippon-wazari. V semifinále se mu postavil Ukrajinec Honťuk, který obhajoval stříbro z minulých her. V první polovině zápasu byl Ukrajinec aktivnější a lepší a ještě 2 minuty před koncem vedl minimálním rozdílem na koku. Začal však předčasně bránit těsný náskok a Němec, který byl v první polovině pasivnější začal hýřit aktivitou, nejprve vyrovnal na 1:1 a v půl minuty před koncem strhnul (sutemi-waza) Ukrajince za yuko (11:1). Honťuk se již k odvetě nezmohl. Bischof tak nečekaně, ale zaslouženě postoupil do finále kde se utkal s Korejcem Kimem. Korejec měl za sebou sérii zápasnických maratonů s evropskými velikány jejichž doménou byla především taktika a ve finále mu viditelně chyběly síly. Bischof si zkušeně Kima pohlídal a vyhrál zlatou medaili po evropsky na body (yuko).
Po olympijských hrách se stal synonymem evropského juda kde nerozhoduje ani tak krásná technika jako účelný způsob boje, taktika, fyzická připravenost. Jako jeden z mála evropských sportovních judistů chápe význam motta judistické federace "Judo is more than sport". Je mentálně, psychicky vyrovnaný, věří si a umí ocenit kvalitu soupeře když prohraje. V roce 2012 před olympijskými hrami odpovídal na sérii otázek. Na otázku, které své medaile si váží nejvíce odpověděl "nejvíce si vážím své první velké medaile (stříbrné) v roce 2004 na mistrovství Evropy, protože tehdy jsem pochopil, že na to mám porážet judisty světového formátu".
V roce 2012 se kvalifikoval na své druhé olympijské hry do Londýna na úkor svého mladšího kolegy Maresche se kterým vedl psychologickou válku přes média. Mladý Němec mediální masáž nezvládl byť byl žebříčku IJF lépe postavený a v olympijském roce se mu navíc přestalo dařit. Své druhé vystoupení musel Bischof pojmout jinak. Byl si vědom toho, že jako 33letý zápasník nemůže konkurovat svým mladším soupeřům co do rychlosti reakcí, obratnosti v pohybu a proto svojí přípravu soustředil na boj na zemi (ne-waza). Tento krok se ukázal být jako úspěšný. V prvním kole udolal na zemi Itala Ciana (čti Čiana), ve druhém kole mu dlouho odolával Kazach Bozbayev, který od úvodu vedl technikou seoi-nage za yuko. V závěru normální doby však začal zmatkovat a dostal dvě napomínání. Zápas šel do prodloužení (golden score) kde Němec jen zuby nehty odrážel Kazachovi ataky. Bozbayev by zápas na praporky vyhrál, ale minutu před koncem prodloužení ho Bischof dostal na zem a do držení ze kterého se Kazach nedokázal dostat. Ve čtvrtfinále se utkal s Japoncem Nakaiem, který představoval čistě technické judo a to mu vyhovovalo. Silově na něj Japonec neměl a jeho nástupy do technik si dokázal pohlídat. Při jednom ataku ho povalil na zem a dostal do páčení. V semifinále se utkal s Američanem Stevensem, který postupoval pavoukem podobně upracovaně, kdy své soupeře udolal hrubou silou a především odhodlaností zvítězit. Zápas připomínal souboj dvou gladiátorů z arény a dal by se vystihnout frází "když ty do mě kamenem, tak já do tebe taky kamenem". Agresivní kumikata způsobila četné tržné rány v obličejích obou borců. V zápase by se jen lupou daly hledat krásné judistické momenty, ale nedá se říct, že by byl zápas nudný. Ba naopak řada diváků si jistě přišla na své po teatrálním vystoupení obou aktérů, kdy se v jednu chvíli oba jako dva kohouti očima přetahovali a následně se usmířili. Vítěze museli zvolit rozhodčí a ti se přiklonili na stranu Bischofa. Zápas sice trvá 8 minut (5+3 minuty), ale v jejich podání se protáhl skoro na půl hodiny (ošetřování zranění + přerušování). Semifinálový zápas ho stál dost sil a ve finále proti Korejci Kimovi, které nabídlo reprízu finále z před čtyř let, neměl i podle vlastních slov žádnou šanci. Korejec za 4 roky dozrál v skoro neporazitelného bojovníka, který celý turnaj šel nekompromisně za zlatou medailí.

## Výsledky
| Turnaj             | 2004             | 2005             | 2006             | 2007             | 2008             | 2009             | 2010             | 2011             | 2012             |
| Turnaj             | 25               | 26               | 27               | 28               | 29               | 30               | 31               | 32               | 33               |
| Turnaj             | polostřední váha | polostřední váha | polostřední váha | polostřední váha | polostřední váha | polostřední váha | polostřední váha | polostřední váha | polostřední váha |
| ------------------ | ---------------- | ---------------- | ---------------- | ---------------- | ---------------- | ---------------- | ---------------- | ---------------- | ---------------- |
| Olympijské hry     | dns              | -                | -                | -                | 1.               | -                | -                | -                | 2.               |
| Mistrovství světa  | -                | úč.              | -                | úč.              | -                | 3.               | úč.              | úč.              | -                |
| Mistrovství Evropy | 2.               | 1.               | 5.               | 5.               | dns              | 5.               | dns              | 3.               | dns              |